# Extraliga (baseball)
L'Extraliga è il massimo campionato di baseball ceco e viene organizzato dalla federazione ceca. Solitamente viene giocato da aprile a settembre. A partire dal 2017 vi partecipano dieci squadre.

## Formula
Le prime sei squadre della stagione regolare, un girone all'italiana, accedono alla Fase Vincitori, nella quale ognuna sfida per tre volte le altre cinque formazioni: le prime quattro classificate giocano i Play-off, con semifinali al meglio delle tre gare e finale per il titolo al meglio delle cinque gare. Le ultime quattro squadre della stagione regolare, invece, affrontano le prime quattro classificate della lega inferiore in un girone all'italiana: le ultime quattro formazioni di questa fase vengono retrocesse.

## Albo d'oro
| - 2024: Draci Brno - 2023: Draci Brno - 2022: Draci Brno - 2021: Arrows Ostrava - 2020: Draci Brno - 2019: Arrows Ostrava - 2018: Arrows Ostrava - 2017: Draci Brno - 2016: Draci Brno - 2015: Kotlářka Praga - 2014: Draci Brno - 2013: Draci Brno - 2012: Draci Brno - 2011: Technika Brno - 2010: Draci Brno - 2009: Draci Brno - 2008: Draci Brno | - 2007: Draci Brno - 2006: Draci Brno - 2005: Draci Brno - 2004: Draci Brno - 2003: Draci Brno - 2002: Draci Brno - 2001: Draci Brno - 2000: Draci Brno - 1999: Draci Brno - 1998: Draci Brno - 1997: Draci Brno - 1996: Draci Brno - 1995: Draci Brno - 1994: Technika Brno - 1993: Technika Brno |